# 에어시티
《에어시티》(Air City)는 MBC에서 2007년 5월 19일부터 2007년 7월 8일까지 방영된 주말 특별기획 드라마이다.
한편, 매회 독립된 에피소드로 확실한 완성도를 가지지 못하면서 ‘다음 회가 궁금해지게 만드는’ 연결성도 갖추지 못한 어정쩡한 구성이 극의 흡인력을 떨어뜨리는 것 때문인지 기대 이하의 성적에 그쳤다.
아울러, 이정재 (김지성 역)가 해당 작품을 통해 MBC 드라마 첫 출연을 했는데 <에어시티>에 앞서 아이싱 별은 내 가슴에 등에서 섭외가 왔으나 고사했다.

## 줄거리
인천국제공항을 배경으로 그곳에 근무하는 인천국제공항공사(IIAC) 직원들과 보안을 담당하고 있는 국가정보원(NIS) 요원들의 활약을 그린 전문직 드라마다.

## 등장 인물

### 주요 인물
- 이정재 : 김지성(33세) 역 - 본작의 남주인공. 국정원 인천공항 담당 요원. 공항은 '국경'
- 최지우 : 한도경(31세) 역 - 본작의 여주인공. 인천공항 운영본부 실장. 공항은 '피난처'
- 이진욱 : 강하준(31세) 역 - 본작의 서브 남주인공. 운영본부 상황관리팀 팀장. 공항은 '싸움터'
- 문정희 : 서명우(31세) 역 - 본작의 서브 여주인공. 인청공항 병원 의사. 지성의 옛 연인

### 인천국제공항
- 박탐희 : 장난영(27세) 역 - 운영본부 고객지원팀 팀장. 공항은 '유니폼'
- 이다희 : 한이경(26세) 역 - 한도경의 동생, 항공사 부기장. 공항은 '집'
- 박효주 : 임예원(25세) 역 - 국정원 공항담당 요원, 정보통신 전문가. 공항은 '게임장'
- 권해효 : 민병관(43세) 역 - 운영본부 본부장. 공항은 '전부'
- 주상욱 : 안강현(30세) 역 - 경찰, 보안대 업무 총괄. 공항은 '무조건'
- 김준호 : 노태만(31세) 역 - 운영본부 환경개선팀 팀장. 공항은 '화장실'
- 권영진 : 김수찬(27세) 역 - 운영본부 고객지원팀. 공항은 '노 프러블럼'
- 장용 : 이재무(50세) 역 - 국정원 인천공항 총책임자
- 최란 : 최정희(47세) 역 - 운영본부 환경개선팀 미화부 매니저. 공항은 '울타리'
- 윤주상 : 엄 반장(50세) 역 - 운영본부 카트 담당 반장. 공항은 '바다'
- 신신애 : 고은아(40세) 역 - 운영본부 환경개선팀 미화부 조장. 공항은 '연속극'
- 윤종화[4] : 민욱(28세) 역 - 국정원 공항담당 요원

### 그 외 인물
- 박영지
- 이상윤 : 김정민 역
- 이선호 : 선우 역
- 데이비드 맥기니스 : 삼합회 중간보스 찰리 위 역
- 김민찬 : 위조지폐 해커 역
- 여호민 : 위조지폐범 역
- 이재용 : 국정원 감찰반 역
- 김용희 : 지성의 국정원 친구 석훈 역
- 김용건 : 사장 역
- 차광수 : 검사역
- 박규점
- 이우신
- 최민서
- 황덕재
- 권용운
- 공재원
- 서지연
- 김태영
- 신종훈
- 김진근 : 마이클 역
- 한창현
- 유승민
- 유재익
- 단강호
- 조명진
- 최민준
- 한나
- 김선은

## 참고 사항
- 당초 한도경 역에는 고소영과 장진영이, 김지성 역에는 권상우가 각각 물망에 올랐으나 고사하자[5] 최종 최지우와 이정재가 간신히 캐스팅되었으며, 최지우와 이정재가 이 드라마를 통해 안방극장에 복귀했다.[6]

## 같이 보기
- 인천국제공항 : 드라마의 배경이 되는 장소
- 국가정보원 : 극중 김지성의 소속
- 아시아나항공 : 극중 한이경의 소속. 드라마 협찬 (아시아 윙즈[Asia Wings]로 묘사됨. 기타 항공사 역시 동일)
- 신한은행 : 드라마 협찬 (신아은행으로 묘사됨. 위조지폐 사건편에서 등장)
- 《파일럿》 (1993년)
- 《창공》 (1995년)
- 《부탁해요 캡틴》 (2012년)